# Državna cesta D407
D407 je državna cesta u Hrvatskoj. Ukupna duljina iznosi 3,8 km.